# Bella Vista (Montevideo)
Bella Vista es uno de los 62 barrios oficialmente reconocidos de Montevideo (Uruguay). Administrativamente incluido en el Municipio C y el Centro Comunal Zonal 16, limita con los barrios Capurro y Prado (al norte), Reducto (al este) y Arroyo Seco (al sur).

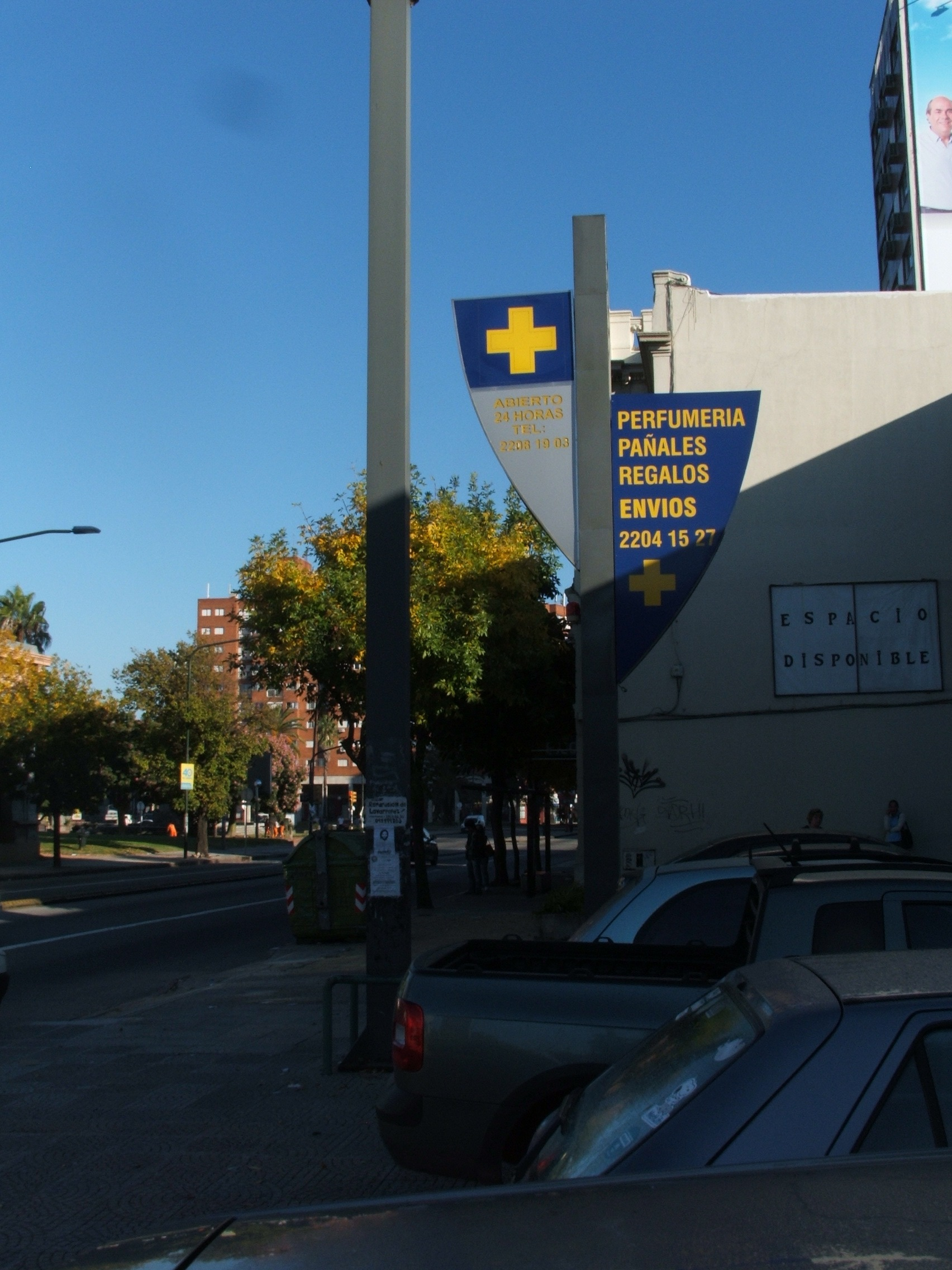
Esquina de Agraciada y Grito de Asencio.

Entre otros lugares, dentro de Bella Vista destacan la sede social del Club Atlético Bella Vista, el CEFUBB (Centro de Entrenamiento de la Federación Uruguaya de Basketball), la Dirección Nacional de Minería y Geología, el colegio Maturana junto a la capilla Nuestra Señora del Rosario, y las sedes y gimnasios de los clubes vecinos Auriblanco y Urunday Universitario.
Curiosamente, el complejo inmobiliario privado denominado como Torres del Prado, también se ubica dentro del barrio Bella Vista, y no del barrio al que alude el nombre.
Anteriormente el Club Atlético Bella Vista tuvo el Estadio Parque Olivos dentro del barrio del mismo nombre, en Agraciada y Bulevar Artigas (dirección actual del Colegio Maturana), pero con el paso de los años su campo desapareció y debió instalar su nuevo estadio en el barrio vecino del Prado.